# Campionati del mondo di ciclocross 2018 - Gara maschile Elite
La sessantanovesima edizione della gara maschile Elite dei Campionati del mondo di ciclocross 2018 si svolse il 4 febbraio 2018 con partenza ed arrivo da Valkenburg nei Paesi Bassi, su un percorso iniziale di 100 mt più un circuito di 2,9 km da ripetere 7 volte per un totale di 20,4 km. La vittoria fu appannaggio del belga Wout Van Aert, il quale terminò la gara in 1h09'00", alla media di 17,7378 km/h, precedendo il connazionale Michael Vanthourenhout e l'olandese Mathieu van der Poel terzo.
Partenza con 57 ciclisti provenienti da 19 nazioni, dei quali 56 portarono a termine la competizione.

## Squadre partecipanti
| N.    | Cod. | Squadra     |
| ----- | ---- | ----------- |
| 1-7   | BEL  | Belgio      |
| 10-14 | NLD  | Paesi Bassi |
| 18-21 | SUI  | Svizzera    |
| 22-25 | CZE  | Cechia      |
| 26-29 | FRA  | Francia     |
| 30-36 | USA  | Stati Uniti |
| 37-40 | ESP  | Spagna      |
| 41-44 | ITA  | Italia      |
| 48    | DNK  | Danimarca   |
| 49-50 | CAN  | Canada      |

| N.    | Cod. | Squadra       |
| ----- | ---- | ------------- |
| 51-53 | LUX  | Lussemburgo   |
| 54-56 | GER  | Germania      |
| 57-58 | JPN  | Giappone      |
| 59-60 | SVK  | Slovacchia    |
| 61    | GBR  | Gran Bretagna |
| 62    | ISL  | Islanda       |
| 63    | SWE  | Svezia        |
| 64    | IRL  | Irlanda       |
| 65    | AUS  | Australia     |

## Classifica (Top 10)
| Pos. | Corridore              | Squadra     | Tempo    |
| ---- | ---------------------- | ----------- | -------- |
| 1    | Wout Van Aert          | Belgio      | 1h09'00" |
| 2    | Michael Vanthourenhout | Belgio      | a 2'13"  |
| 3    | Mathieu van der Poel   | Paesi Bassi | a 2'30"  |
| 4    | Toon Aerts             | Belgio      | a 3'16"  |
| 5    | Lars van der Haar      | Paesi Bassi | a 4'29"  |
| 6    | Gioele Bertolini       | Italia      | a 4'42"  |
| 7    | Tim Merlier            | Belgio      | a 4'56"  |
| 8    | Laurens Sweeck         | Belgio      | a 5'21"  |
| 9    | Daan Soete             | Belgio      | a 5'30"  |
| 10   | Steve Chainel          | Francia     | a 5'51"  |